# Boissy-en-Drouais
Boissy-en-Drouais é uma comuna francesa na região administrativa do Centro, no departamento Eure-et-Loir. Estende-se por uma área de 6 km². Em 2010 a comuna tinha 224 habitantes (densidade: 37,3 hab./km²).